# Papa Clemente I
São Clemente I (Roma, c. 35 – Quersoneso, c. 100), também conhecido como Clemente Romano (em latim, Clemens Romanus), foi o quarto Papa do Cristianismo da Igreja Romana, entre 88 e 99. Nascido em Roma, nos arredores do Coliseu, de família hebraica, foi um dos primeiros a receber o batismo de São Pedro. Foi sucessor de Anacleto I (ou Cleto) e autor da Epístola de Clemente aos Coríntios (segundo Clemente de Alexandria e Orígenes), talvez o segundo documento de literatura cristã, endereçada à Igreja de Corinto. Ele foi considerado posteriormente o primeiro Pai da Igreja Apostólica Romana por ter defendido publicamente o sistema religioso através da hierarquia sacerdotal e rituais dogmáticos.
Estabeleceu o uso da Crisma, deu início ao rito papado, sendo o primeiro Papa instituído, e iniciou o uso da palavra Amém nas cerimônias religiosas. É conhecido pela carta que escreveu para a comunidade de Corinto, na qual rezava uma convicta censura à igreja, devida sobretudo às discórdias entre os fiéis (consta que os presbíteros mais jovens teriam expulsado do meio dos cristãos os bispos nomeados pela Igreja de Roma), estabeleceu normas precisas referentes à ordem eclesiástica hierárquica (bispos, presbíteros, diáconos) e ao primado da Igreja de Roma.

## Obras

### Epístola de Clemente aos Coríntios
A única obra genuína de Clemente ainda existente é uma carta dele para igreja de Corinto, geralmente chamada de "Clemente I". A história de I Clemente demonstra claramente — e continuamente — a autenticidade da autoria por Clemente. Ela pode ser considerada o mais antigo documento cristão não incluído no Novo Testamento.
Clemente escreveu para a problemática congregação em Corinto, onde alguns "presbíteros" ou "bispos" tinham sido depostos (na época, os clérigos acima do posto de diácono eram tratados de forma indistinta). Nela, Clemente clama pela restauração dos que foram depostos e pelo arrependimento dos faltosos, em linha com a manutenção da ordem e obediência à autoridade da Igreja estabelecida pelos doze apóstolos com criação dos "diáconos e bispos". Ele menciona "oferecer os presentes" (uma referência à Eucaristia) como uma das funções do alto episcopado de então.

### Primazia da Sé de Roma
Em I Clemente, o bispo de Roma pede para que recebam os bispos que acreditava terem sido expulsos injustamente dizendo: “Se algum homem desobedecer às palavras que Deus pronunciou através de nós [ plural majestático ], saibam que esse tal terá cometido uma grave transgressão, e se terá posto em grave perigo”. E São Clemente incita então os coríntios a “obedecer às coisas escritas por nós através do Espírito Santo” (59:1).

### Obras que já foram um dia atribuídas a Clemente

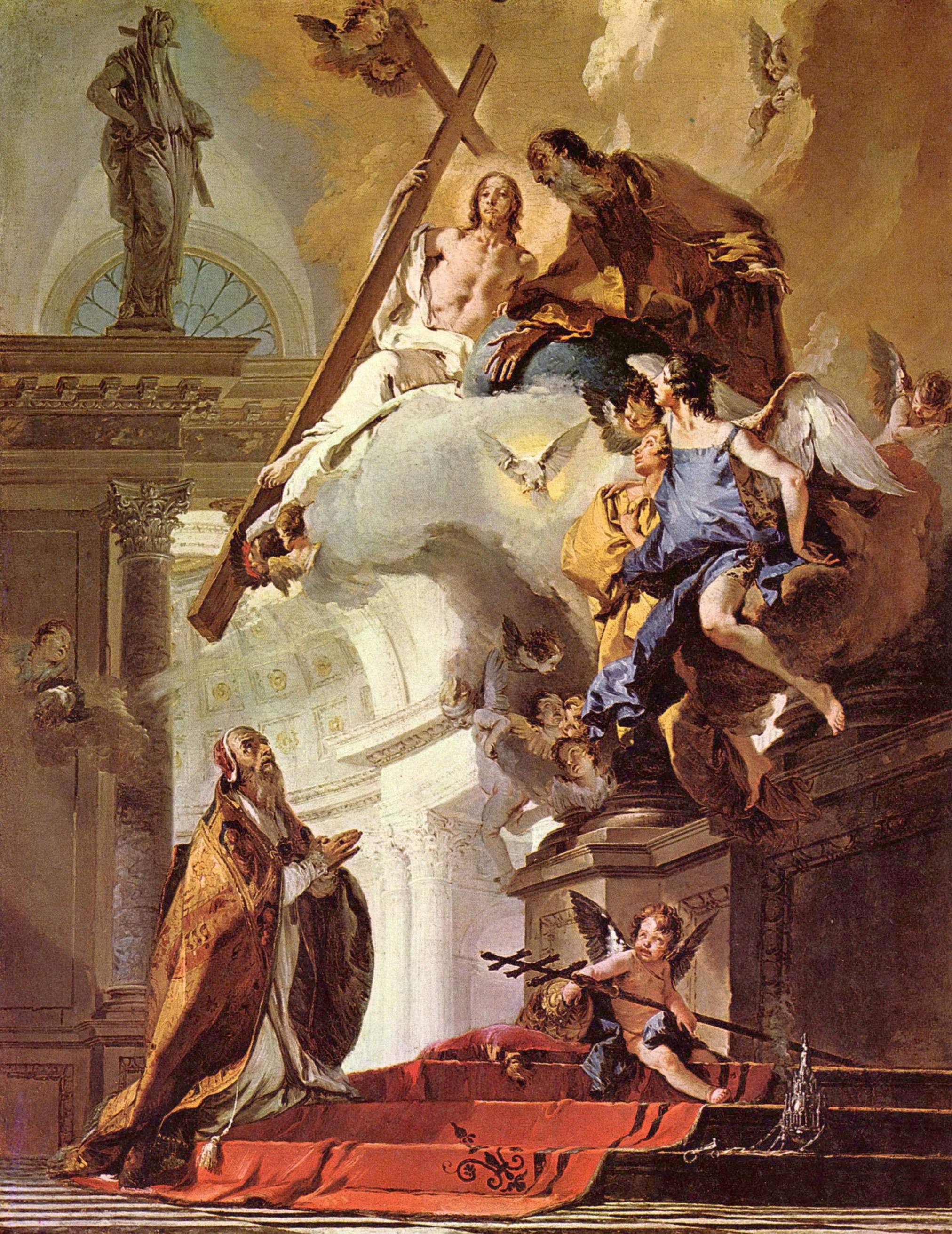
"São Clemente", por Tiepolo

O autor destas obras é desconhecido. Porém a tradição acadêmica o chama de "Pseudo-Clemente" para diferenciá-lo das obras consideradas autênticas de Clemente.

#### Segunda Epístola de Clemente
A segunda epístola de Clemente é uma homilia, ou sermão, provavelmente escrito em Corinto ou em Roma, mas não por Clemente. As congregações da Igreja antiga muitas vezes compartilhavam estas homilias entre si e é possível que a Igreja para a qual Clemente enviou sua primeira epístola tenha incluído uma homilia festiva para economizar no envio e, assim, ela acabaria se tornando II Clemente.
Atualmente, os estudiosos acreditam que ela foi escrito no século II d.C. baseados nos temas do texto e na coincidência de palavras entre o texto de II Clemente e o apócrifo Evangelho Grego dos Egípcios.

#### Epístolas sobre a virgindade
Duas "Epístolas sobre a Virgindade" foram tradicionalmente atribuídas a Clemente, mas hoje existe quase que um consenso de que ele não foi o autor delas.

#### Falsas Decretais
Uma coleção de legislação eclesiástica conhecida como "Falsas Decretais", atribuídas a Isidoro Mercador, é basicamente constituída de falsificações. Ali estão cartas de papas pré-nicenos, começando com Clemente, assim como os documentos atribuídos aos próprios concílios e mais de quarenta outras falsificações dos papas pós-nicenos estão ali também, do Papa Silvestre I (314–335) até o Papa Gregório II (715–731). Os Falsos Decretos eram parte de uma série de falsificações sobre a legislação passada por um partido no império Carolíngio, cujo principal objetivo era libertar a igreja e os bispos das interferências do estado e dos arcebispos metropolitanos.
Clemente está incluído entre os primeiros papas cristãos como autor de alguns destes Falsos Decretos. Eles e as cartas que ali estão retratam mesmo os papas mais antigos alegando absoluta e universal autoridade.

### Literatura Clementina
Clemente também foi retratado como o herói de um romance (ou novela) na Igreja antiga que sobreviveu em pelo menos duas versões diferentes, conhecidas como "Literatura Clementina", onde ele é identificado com o primo do imperador Domiciano, Titus Flavius Clemens. A Literatura Clementina retrata Clemente como o meio que apóstolos encontraram de disseminar seus ensinamentos para a igreja.

## Morte

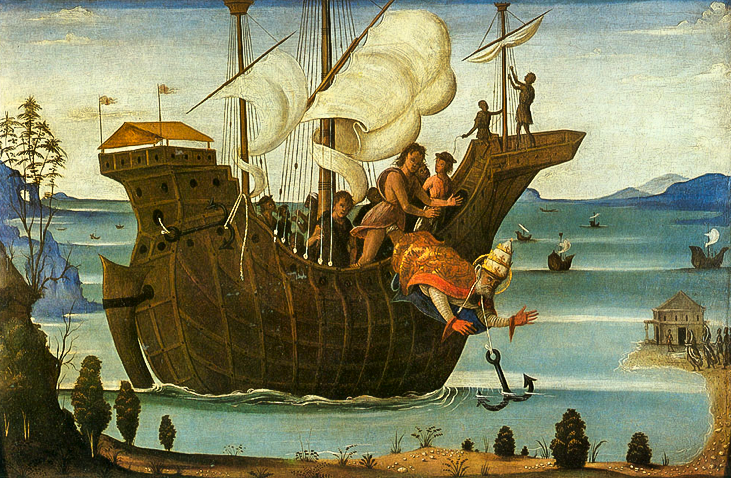
O Martírio de São Clemente por Bernardino Fungai

Neste pontificado ocorreu uma segunda perseguição aos cristãos, na época de Domiciano. Com Nerva, os cristãos viveram uma temporada de paz. Mais tarde, Clemente foi preso no reinado de Trajano. Após ser detido e condenado ao exílio, com trabalhos forçados nas minas de cobre de Galípoli; no ano 97, decidiu que os cristãos não podiam ficar sem um guia espiritual, renunciando em favor de Santo Evaristo. Converteu muitos presos e por isso, no ano 100 foi atirado ao mar com uma pedra amarrada ao pescoço, tornando-se num mártir cristão dos princípios da Cristandade. Seu corpo foi recuperado da águas e sepultado em Quersoneso, na Crimeia, de onde, mais tarde, por ordem de Nicolau I, seu corpo foi levado a Roma.
A Igreja Bizantina Grega celebra Clemente como santo e mártir no dia 24 de novembro (assim como Pedro). Na Igreja Bizantina Russa, os dois são lembrados no dia 25 de novembro. Na Igreja Romana, Clemente é venerado como santo padroeiro dos marinheiros e sua festa é dada no dia 23 de novembro. Em sua honra, foi erguida a Basílica de São Clemente. A sua atribuição é uma âncora.